# Emile Ducke
Emile Ducke est un photographe documentaire allemand né en 1994 à Munich.
Il est lauréat du Leica Oskar Barnack Newcomer Award en 2021.

## Biographie
Emile Ducke entame en 2013 un diplôme universitaire en photojournalisme et photographie documentaire à la Hochschule Hannover, mais avoir passé un semestre d'échange à la faculté de journalisme à l'Université d'État de Tomsk en Sibérie, il décide de différer l'obtention de son diplôme et de s'installer à Moscou en 2016 « pour se rapprocher des histoires qu'il souhaite raconter ».
À partir de 2016, il documente au long cours sur le « train Saint Lukas », un train-hôpital qui parcourt la Sibérie et l’Extrême Orient russe afin d’offrir des soins aux personnes vivant dans des villages reculés. Il photographie aussi la vie des habitants d’Aidara, un village isolé dans la plaine de Sibérie occidentale habité par une communauté de vieux-croyants orthodoxes russes qui vivent selon les règles strictes de leur religion. Ces deux sujets lui vaudront le prix « 6x6 Europe Talent » du World Press Photo en 2018.
Emile Ducke est membre de l’agence Ostkreuz. Ses reportages sont publiés dans The New York Time dont il est un contributeur régulier en Russie et en Europe de l'est,, The Washington Post, Newsweek, Die Zeit, Le Monde, National Geographic et L’Obs entre autres.

## Expositions
Liste non exhaustive
- 2019 : Diagnosis, Riaperture - Festival di fotografia, Ferrare[10]
- 2019 : Diagnosis, Circulation(s), festival de la jeune photographie européenne, Paris[11],[12]

## Prix et récompenses
Liste non exhaustive
- 2018 : 6x6 Europe Talent du World Press Photo pour ses sujets « Diagnosis » et « Aidara »[2]
- 2018 : The 30: New and Emerging Photographers[13]
- 2019 : World Report Award, Festival della Fotografia Etica, catégorie « Short story » pour son sujet « Train Saint Lukas »[14]
- 2021 : Leica Oskar Barnack Newcomer Award  pour son sujet « Kolyma – Au long de la “Route des os” »[15]